# Rafael Cancel Miranda
Rafael Cancel Miranda   (Mayagüez, 18 de juliol de 1930 - San Juan, 2 de març de 2020) fou un líder independentista porto-riqueny, conegut per haver estat 25 anys empresonat per la seva participació en un tiroteig al Capitoli nord-americà l'1 de març de 1954, juntament amb Lolita Lebrón, Andrés Figueroa Cordero i Irving Flores Rodríguez. Va ser indultat pel llavors president Jimmy Carter en 1979.
El congressista republicà Alvin Bentley va patir ferides greus en l'atac, mentre que tres representants demòcrates i un republicà també van resultar ferits. Rafael Cancel va estar en 11 presons durant el seu empresonament, entre elles 10 anys a la d'Alcatraz, a més de ser reclòs tres vegades a la Princesa, en el districte del vell San Juan, actual seu de la Companyia de Turisme de Puerto Rico, i a Cuba.